# Helmut Wendorff
Helmut Max Ernst Wendorff (20 d'octubre de 1920 – 6 d'agost de 1944) va ser un Untersturmführer a les Waffen SS de l'Alemanya Nazi (num. 365 017), condecorat amb la Creu de Cavaller de la Creu de Ferro.
Nascut a Gauwinkel, la seva família es traslladà a Damme, a Uckermark; on el seu pare llogà una granja.
L'agost de 1939, Wendorff es graduà a l'Escola Nacional-Política de Numrberg, presentant-se voluntari pel servei militar quan la guerra esclatà, unint-se a la Leibstandarte SS Adolf Hitler el 4 de setembre de 1939.
El 6 de novembre de 1939, Wendorff s'uní al seu regiment a Praga, on s'havien establert després de la campanya de Polònia. Wendorff va ser destinat a l'11a Companyia, però va ser destinat a la bateria Sturmgeschütz al juny de 1940. En aquesta companyia participà en els les campanyes dels Balcans i de la Unió Soviètica.
El 14 de setembre de 1941 va ser condecorat amb la Creu de Ferro de 2a classe i promogut a SS-Oberscharführer. L'1 de novembre de 1941 va ser enviat al SS Junkerschule a Bad Tölz i tornà al batalló Sturmgeschütz a l'abril de 1942 com a SS-Untersturmführer.
El 24 de desembre de 1942 va ser destinat a la 13a Companyia (Tiger), 1r Regiment SS LSSAH a Fallingbostel. Allà comandà una esquadra a la 2a Companyia. A inicis de la primavera de 194, Michael Wittmann, vell amic de Wendorff, s'uní a la Companyia Tiger. Durant l'operació Ciutadella la LSSAH participà en el front sud. El primer dia de combats, Wittmann destruí 2 canons anti-tanc i 13 T-34, mentre que rescatava al grup de Wendorff, que es trobava en problemes. Va ser condecorat amb la Creu de Cavaller de la Creu de Ferro el 12 de febrer de 1944, amb 58 tancs destruïts.
Quan Wittmann va ser nomenat comandant del Schwere SS-Panzer-Abteilung 101, Wendorf assumí el comandament de la 2a Companyia.
Va morir en acció el 14 d'agost de 1944, quan el seu Tiger va ser destruït a 3km a l'oest de Merzieres. El seu compte havia ascendit a 84 tancs destruïts.

## Condecoracions
- Creu de Cavaller de la Creu de Ferro
- Creu de Ferro de 1a classe
- Creu de Ferro de 2a classe
- Insígnia de Combat de Tancs
- Medalla de la Campanya d'Hivern a l'Est 1941/42